# 羅徹斯特 (新罕布什爾州)

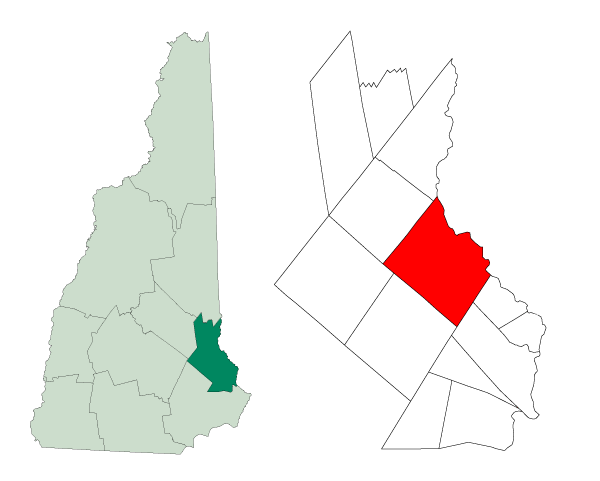
圖右是羅徹斯特在斯特拉佛縣的位置，圖左是斯特拉佛縣在新罕布什爾州的位置

羅徹斯特（英語：Rochester, New Hampshire）是美国新罕布夏州斯特拉佛縣的一座城市，有「丁香城」的雅號。根據2000年美國人口普查人口有28,461人，2006年估計人口為30,627人。
建於1772年。2007年11月30日，美國總統候選人希拉蕊·柯林頓在當地的競選辦公室發生脅持事件。一名綁有炸彈的男子被捕。